# Isla Gigante del Sur
Isla Gigante del Sur es una isla en la provincia de Iloílo, en las Filipinas. 
Los barangays de Lantangan y Gabi de la municipalidad de Carles se sitúan en la isla. 
Se encuentra a unos veinte kilómetros al este de Panay y a cuatro kilómetros al sur de la Isla Gigante del Norte. 
La rana Platymantis insulatus es endémica de la isla y el Gekko gigante  es conocido sólo en las islas Gigante del Norte y del Sur.